# Frutigen-Niedersimmental
Frutigen-Niedersimmental är ett förvaltningsdistrikt (Verwaltungskreis) tillhörande förvaltningsregionen Oberland i kantonen Bern i Schweiz.
Distriktet skapades den 1 januari 2010 av de före detta amtbezirken Frutigen och en del av Niedersimmental.

## Kommuner
Förvaltningsdistriktet består av tretton kommuner:
| Vapen                    | Namn                     | Invånare 2023-12-31 | Yta i km² |
| ------------------------ | ------------------------ | ------------------- | --------- |
| Adelboden                | Adelboden                | 3 410               | 87,61     |
| Aeschi bei Spiez         | Aeschi bei Spiez         | 2 356               | 30,99     |
| Därstetten               | Därstetten               | 859                 | 32,84     |
| Diemtigen                | Diemtigen                | 2 279               | 129,94    |
| Erlenbach im Simmental   | Erlenbach im Simmental   | 1 743               | 36,69     |
| Frutigen                 | Frutigen                 | 7 068               | 72,28     |
| Kandergrund              | Kandergrund              | 821                 | 32,09     |
| Kandersteg               | Kandersteg               | 1 308               | 134,33    |
| Krattigen                | Krattigen                | 1 155               | 6,00      |
| Oberwil im Simmental     | Oberwil im Simmental     | 838                 | 46,06     |
| Reichenbach im Kandertal | Reichenbach im Kandertal | 3 723               | 125,77    |
| Spiez                    | Spiez                    | 13 190              | 16,69     |
| Wimmis                   | Wimmis                   | 2 670               | 22,35     |